# Droga wojewódzka nr 889
Droga wojewódzka nr 889 – droga wojewódzka w województwie podkarpackim, prowadząca z Sieniawy przez Bukowsko do Szczawnego licząca 31,6 km. Droga ta łączy się z drogą wojewódzką nr 892 prowadzącą przez Radoszyce na Słowację. Awaryjny objazd dla samochodów osobowych drogami powiatowymi: Bukowsko – Nowotaniec – Pisarowce, a dla samochodów ciężarowych: Bukowsko – Karlików – Zagórz.

## Historia
W średniowieczu był to jeden ze szlaków handlowych prowadzący z Rymanowa, Sanoka i Krosna na Węgry. Jeszcze do roku 1945 była to zwykła droga gruntowa. W latach 1942−1943 utwardzono odcinek z Bukowska do Nowotańca. W roku 1967 rozpoczęto budowę nowej drogi o ulepszonej nawierzchni.

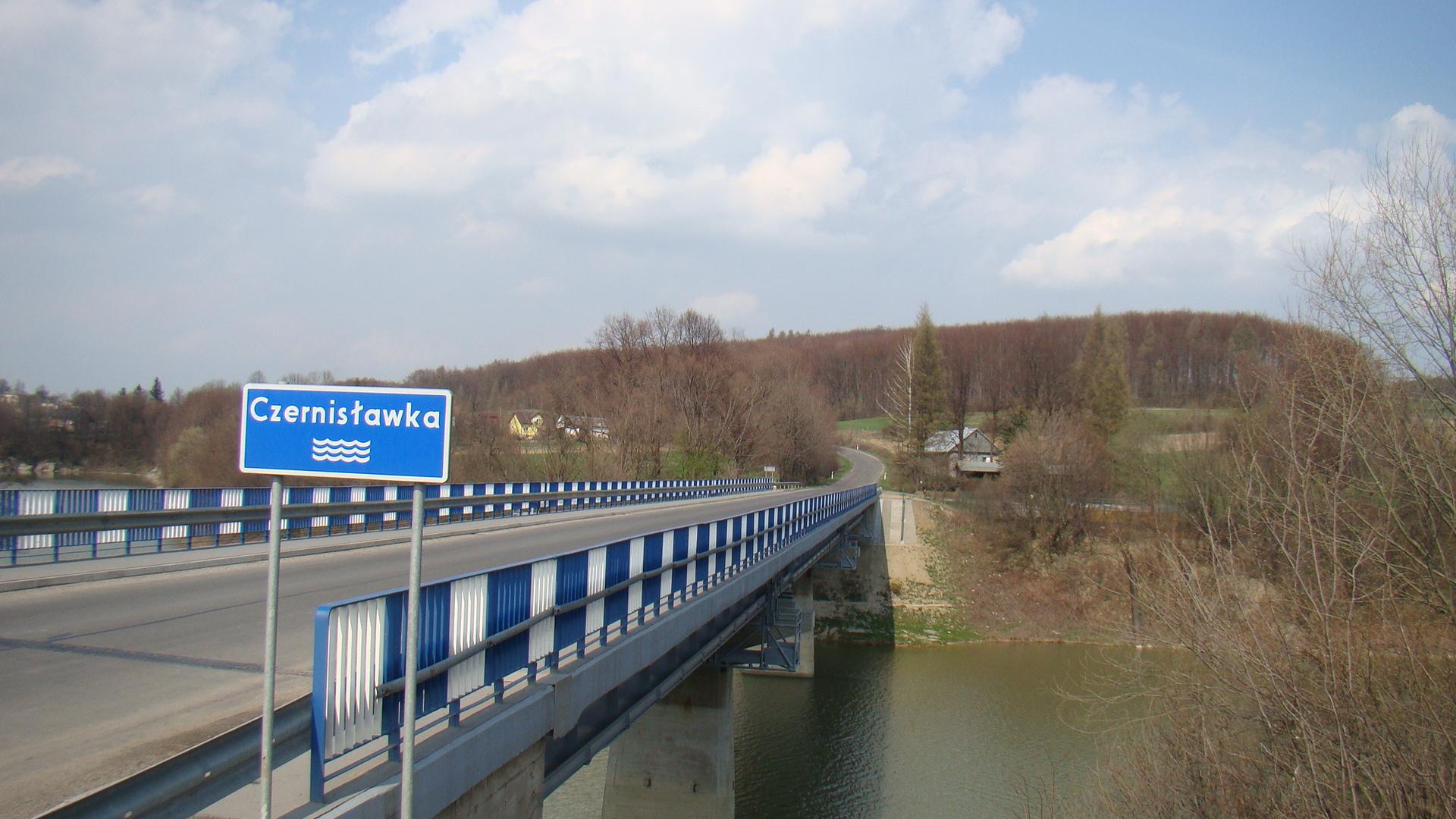
Most nad rzeką Czernisławką w Sieniawie, fragment drogi wojewódzkiej 889

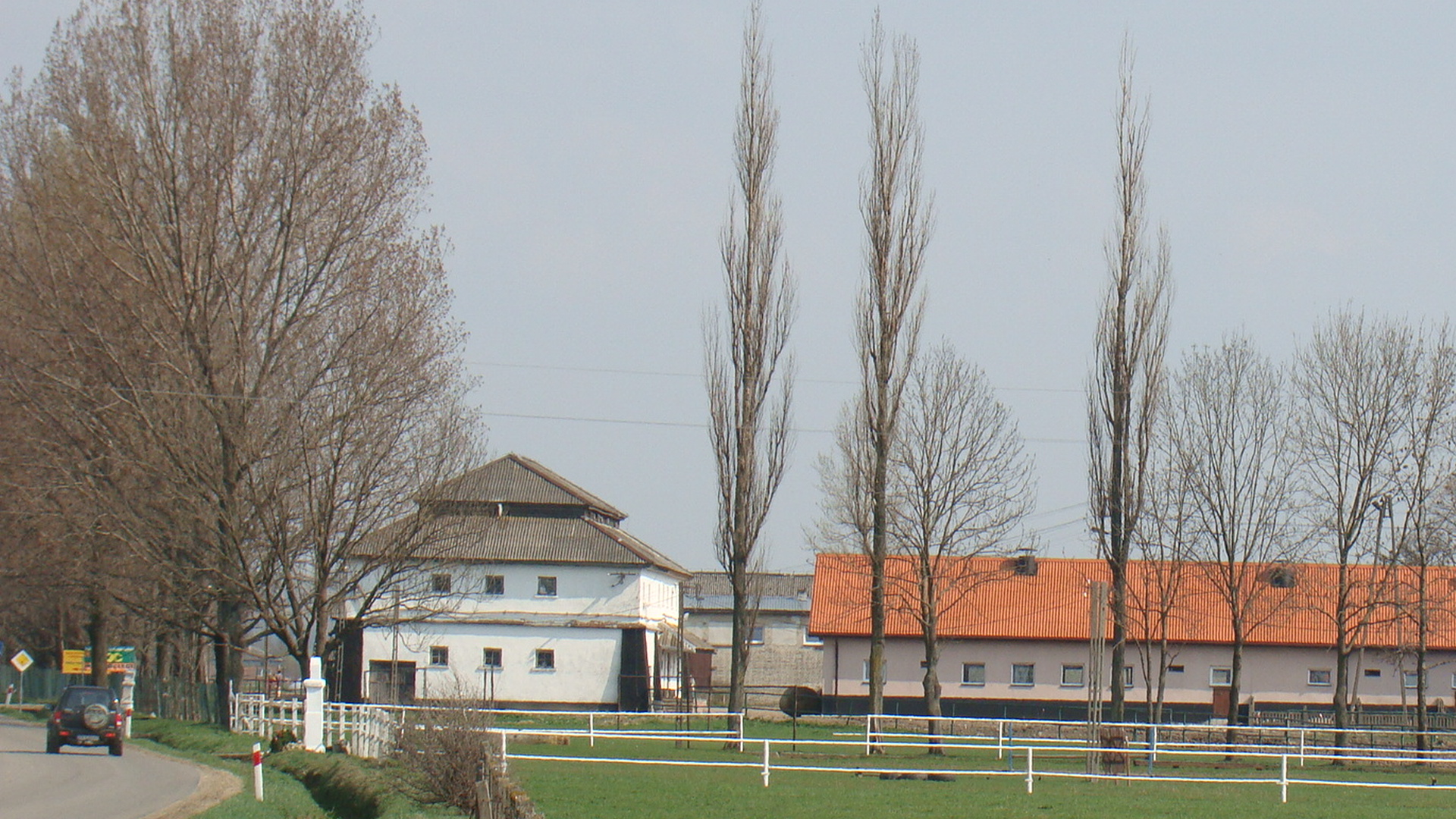
Zakład Doświadczalny krakowskiego Instytutu Zootechniki w Odrzechowej (bydło simentalskie, koń huculski) przy drodze wojewódzkiej 889

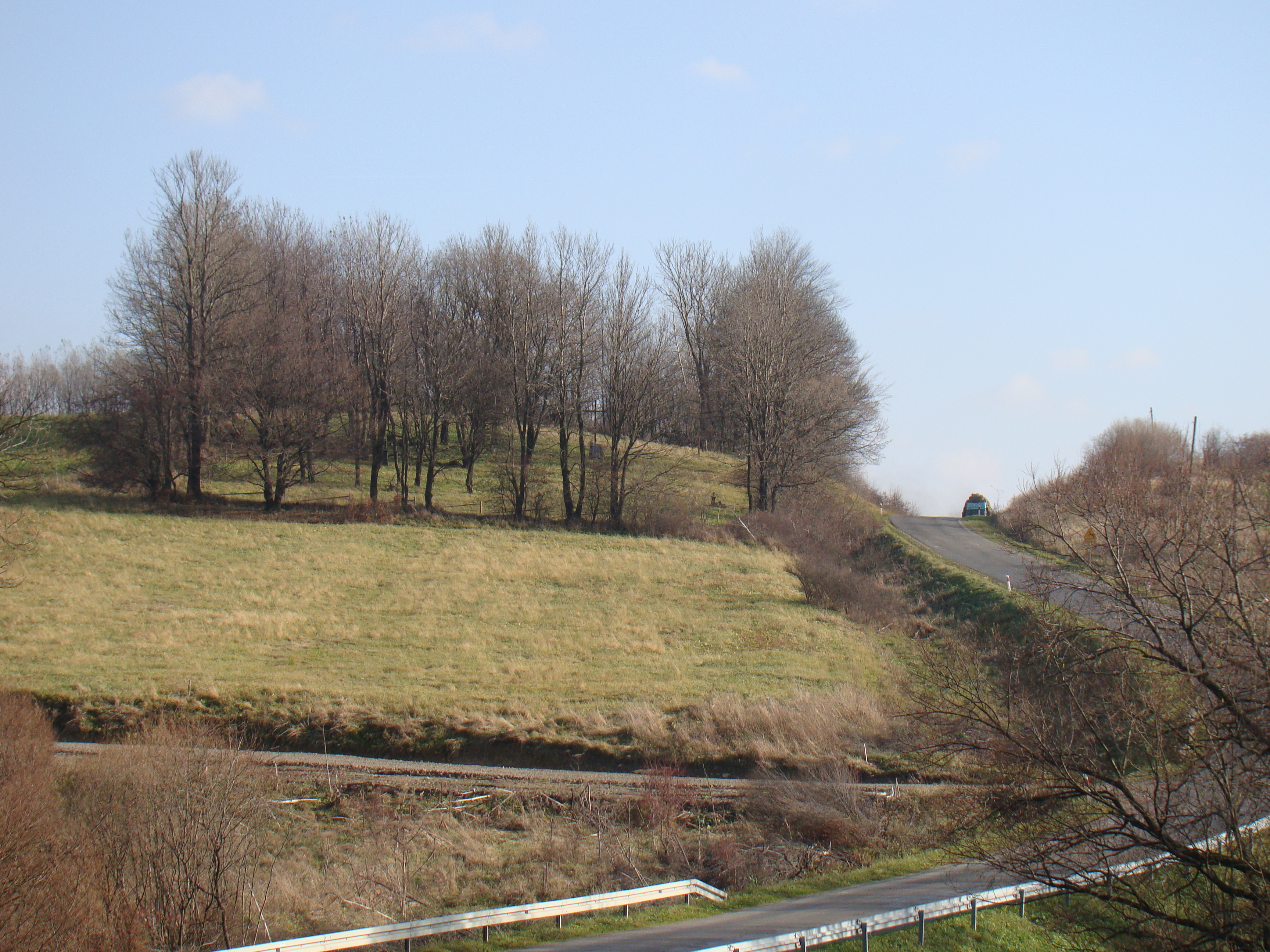
Fragment drogi wojewódzkiej 889 we wsi Płonna, przy skrzyżowaniu z drogą gruntową do Kamiennego.

## Turystyka

### Szlaki rowerowe
- Rowerowy szlak etnograficzny – 31 km. Pętla: Rymanów, Bartoszów, Sieniawa, Mymoń, Pastwiska, Rudawka Rymanowska, Wisłoczek, Rymanów-Zdrój, Rymanów.
- Szlak śladami dobrego wojaka Szwejka

### Sport
- Karlików – w sezonie zimowym czynny jest wyciąg narciarski na Tokarnię (777 m)– najdłuższy wyciąg orczykowy na Pogórzu Bukowskim
- Wola Sękowa – stadnina koni oraz szkółka jazdy konnej przy miejscowym hotelu Zajazd

### Placówki kulturalne
- W Woli Sękowej Uniwersytet ludowy, będący kontynuacją „Małopolskiego Uniwersytetu Ludowego we Wzdowie”, prezentujący rękodzieło i sztukę regionu. Miejsce pracy twórczej Piotra Worońca.

### Zabytki architektury
- Przy drodze znajdują się późnobarokowy kościół rzymskokatolicki w Nowotańcu oraz neogotycki w Bukowsku. We wsi Płonna ruiny cerkwi greckokatolickiej oraz dzwonnica parawanowa.